# Eremiaphila
Genre
Eremiaphila est un genre d'insectes de la famille des Eremiaphilidae (ordre des Mantodea) dont il est le genre type.

## Répartition
Ce genre se rencontre en zones afrotropicale et paléarctique et la majorité des espèces s'observent au Moyen-Orient et en Afrique du nord.

## Biotope
Ce genre semble particulièrement affectionner les environnements désertiques et est strictement cantonné dans la ceinture désertique nord tropicale, .

## Description

### Diagnose[3]
Le corps est court et trapu.
La tête, grosse et mutique, est enfoncée dans le prothorax et très penchée en dessous. Le vertex est uni. Les yeux sont gros, saillants et arrondis. Les antennes sont filiformes chez les deux sexes.
Le prothorax est sans dilatation latérale mais seulement un peu relevé et lamelliforme sur les côtés. Il est souvent plus large sur sa partie antérieure. Il est moitié moins long que l’abdomen et presque trapézoïdal.
L'abdomen est élargi vers son milieu. Il porte, en dessous et à son extrémité, une plaque sous-anale mutique chez le mâle et armée de deux épines écartées non mobiles et dirigées vers l’anus chez la femelle. La plaque suranale est petite chez le mâle et grande et operculaire chez la femelle .
Les élytres et les ailes sont impropres au vol et portent le plus souvent une tache métallique sur le dessous. Les élytres sont patelliformes déprimés sur les côtés et atteignent environ la moitié de la longueur de l’abdomen. Les ailes sont arrondies et presque aussi grandes que les élytres. Elles présentent un réseau cellulaire plutôt ramiforme partagé longitudinalement un peu en biais par un pli très marqué qui au repos se trouve placé le long du corps.
Les fémurs sont simples et sans membrane. Tous les tarses présentent cinq articles.

### Description détaillée[3]
La tête, forte et ovalaire, est fortement penchée en dessous et engagée dans le prothorax en étant plus large que lui. Les yeux sont très gros, arrondis et bombés. Trois ocelles penchés en avant forment un triangle. L'un est placé à la base des antennes entre celles-ci et les deux autres, séparés, sont posés un peu au-dessus de l'origine de ces dernières. Les antennes, multiarticulées et moniliformes, longues environ de la moitié du corps, sont positionnées entre les yeux. Leur article basilaire est court et très gros. Le suivant est d’égale longueur mais moitié moins fort. Les autres qui ne laissent apercevoir aucune articulation à leur origine sont au nombre de 35 environ. Ils sont d’égale grosseur entre eux et paraissent légèrement pubescents vers la dernière moitié de l’antenne. Le labre ressemble à l’extrémité d’une spatule avec le bord médiaire un peu proéminent. Il présente, en dessous et dans son milieu, deux pointes saillantes écartées et longues dirigées vers son insertion, qu’elles dépassent, prenant leur origine de chaque côté d’une cavité qui occupe le centre. L’espace entre les bords du labre et l’origine de cette cavité est couvert de poils raides. Les mandibules sont très fortes, extérieurement courbes et tridentées à l’extrémité de leur partie interne. Les mâchoires sont oblongues. Le lobe terminal est moins long que le corps de la mâchoire, épais et large à sa base, mince et aigu à son extrémité, qui est bidentée inégalement, la dent interne étant la moins longue. Il saillit en s’arrondissant vers sa base dans sa partie interne et est presque coupé droit à sa partie externe. Toute sa face interne est garnie de poils raides. La galea dépasse le lobe terminal en s’arrondissant au-dessus de lui en deux articles. Le premier, plus court que le second d’environ les deux tiers de la longueur de ce dernier, est un peu creusé dans sa partie externe. Le second, arrondi extérieurement et terminé par une petite épine penchée en dedans, ne semble pas articulée. Le maxillaire présente cinq articles. Les deux premiers sont les plus courts, égaux entre eux, et sont aussi longs ensemble que le troisième. Ce dernier est un peu plus long que le quatrième et le cinquième qui sont égaux entre eux. Le cinquième est arrondi à son extrémité. Tout le palpe est couvert de poils courts. La lèvre est très allongée transversalement, presque trapézoïde et arrondie sur les bords externes. La languette est formée de deux larges pièces accolées et bombées en dedans et terminées par quatre pièces articulées. Les deux internes sont les plus petites. Elles sont allongées et meuvent chacune sur une petite pièce qui leur sert de base et qui elle-même est articulée à l’extrémité interne de chacun des lobes ou pièces basilaires. Les deux externes sont bien plus fortes et plus larges. Elles sont arquées en dedans et par conséquent semi-circulaires extérieurement et dépassent à peine en longueur les deux pièces internes. Le palpe labial présente trois articles à peu près égaux entre eux en longueur. Le second article est un peu plus court. Le troisième, arrondi à son extrémité, paraît plus long car plus grêle que les autres. Tout le palpe est velu.
Le prothorax, trapézoïde, est transversalement bombé en dessus et ses côtés sont quelque peu dilatés et lamelliformes. Il est presque toujours plus large vers la tête qu’il reçoit et à la jonction de laquelle il est presque tronqué en présentant trois méplats plus ou moins marqués qui se remarquent également sur son bord postérieur. Diverses inégalités sont visibles de dessus, notamment contre la tête, où la petite protubérance hémisphérique qui l’avoisine et occupe la partie antérieure du prothorax est ordinairement la plus saillante. Le prosternum est lisse et uni en dessous. Le métathorax et le mésothorax sont aussi longs ensemble que le prothorax et n’offrent aucun caractère particulier. Le métasternum et le mésosternum sont lisses et unis en dessous.

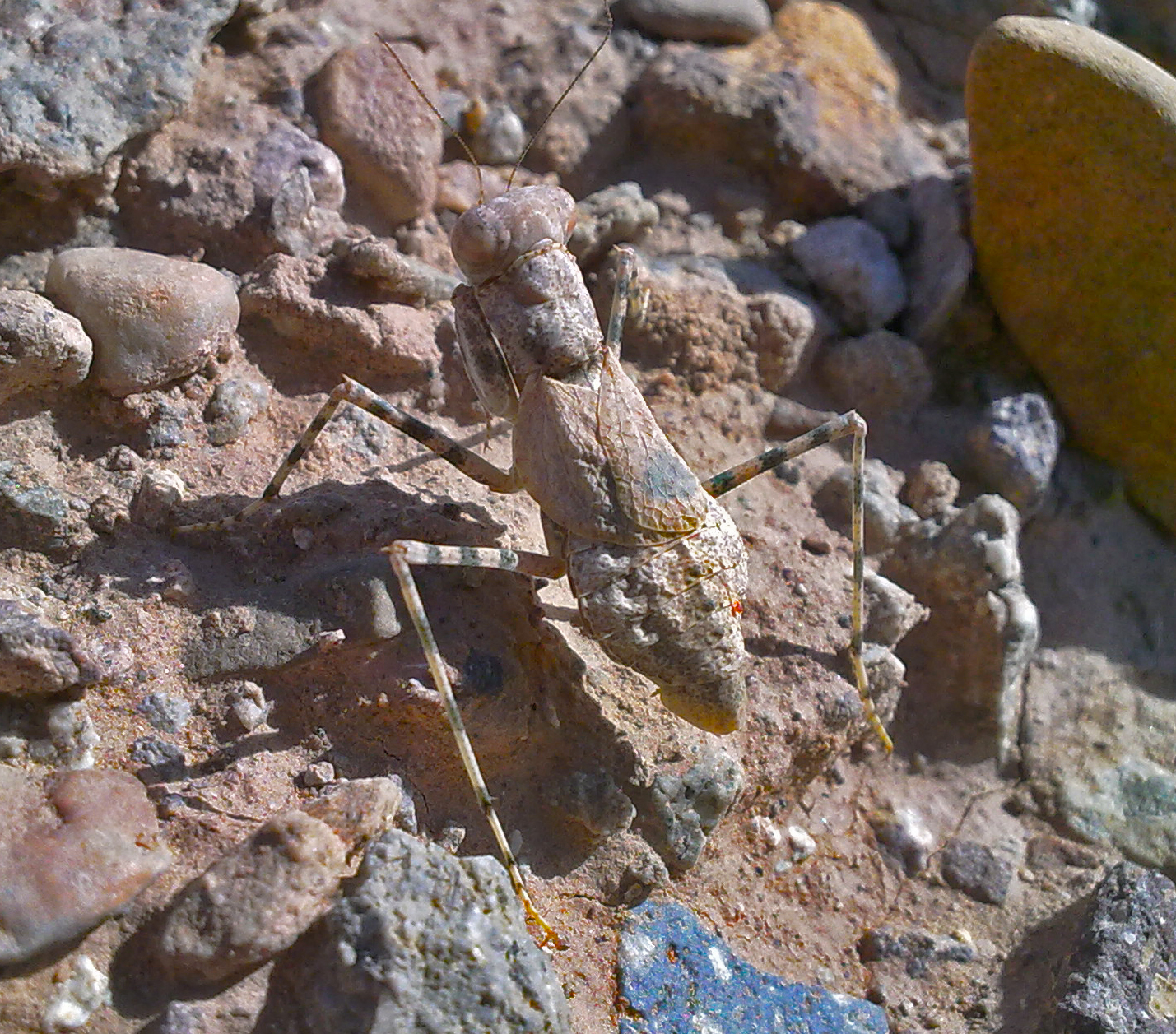
Eremiaphila sp. (Birjand, Iran)

Les élytres sont courts, impropres au vol et de grandeur variable selon les espèces mais dépassent rarement la naissance des pattes postérieures. Ils sont patelliformes, arrondis extérieurement, très
réfléchis sur les côtés, ce qui leur donne une forme ovalaire dont la partie la plus large est leur extrémité lorsqu’ils sont au repos. Dans cet état, ils se croisent légèrement. En général ils sont rugueux, de la couleur du corps, et sont presque toujours marqués en dessous d’une tache métallique transverse. Les ailes sont presque de la grandeur des élytres, plutôt un peu plus opaques que transparentes et impropres au vol. Elles sont arrondies et partagées longitudinalement en biais en deux parties inégales par un pli interne au moyen duquel le dessous se trouve replié sur lui-même et c’est la seconde moitié qui vient se ranger le long du corps. Chez presque toutes les espèces, elles sont marquées en dessous dans leur première moitié, comme les élytres, d’une tache transverse métallique. Leurs
nervures, comme celles des élytres, présentent une réunion de ramuscules formant une masse de cellules des plus irrégulières. Ces organes, tant par leur forme que par la coloration métallique qui leur est particulière, distinguent entièrement ce genre des autres genres existant chez les mantides.
Les patte antérieures sont très semblable à celles des autres Mantides et sont fortes et trapues avec une quadruple rangée d'épines sur le fémur. La hanche, insérée sous la tête, est un peu plus longue que le thorax et presque aussi longue que le fémur. Elle est très forte, bombée intérieurement, unie et méplate extérieurement, avec quelques légères épines à son bord interne. Cette partie reçoit sur sa face interne le fémur qui se replie dessus. Le trochanter est mutique, très fort et très bombé en dessous. Le fémur est large à son origine, allant en diminuant vers son extrémité, creusé en dessous pour recevoir le tibia, aplati intérieurement, convexe extérieurement en forme de disque. Il est garni de chaque côté de sa rainure d’une rangée d’épines courtes et serrées sur sa partie interne et seulement de trois ou quatre épines plus fortes sur sa partie externe. II y a également trois à quatre épines inégales en grandeur, assez fortes, longues et aiguës à son origine inférieure, près du trochanter, sur une
éminence assez marquée, avant le commencement de la rainure. Le tibia, large et arqué en dedans, est moitié moins long que le fémur. Il est creusé et garni d’épines comme le fémur et terminé par un crochet aigu long et recourbé en dedans. Le tarse, inséré sur la face externe de l’extrémité de la patte, est plus long que le tibia. Le premier article, environ aussi long que le tibia, crochet non compris, est grêle. Les quatre autres articles sont presque d’égale grandeur entre eux, et, pris ensemble, aussi longs que le premier article. Le dernier article est néanmoins visiblement plus allongé et terminé par deux ongles crochus et égaux. Lorsque la patte et le tarse sont repliés, tous deux égalent en longueur le fémur, sur la partie externe de laquelle ce dernier vient se placer. Ainsi, au repos, la patte dépasse à peine la hauteur des yeux.
Les pattes intermédiaires et postérieures sont longues et grêles. Les postérieurs sont plus longues d’un tiers que les intermédiaires. Une épine est présente sur l’extrémité du fémur à son articulation géniculaire. Une série de petites épines courtes et peu visibles est présente sur la partie interne du tibia ainsi que deux épines fortes et inégales sous l’extrémité du tibia à son articulation tarsienne. La hanche est courte et moitié moins longue que celle des pattes antérieures. Elle est très forte, épaisse, extérieurement bombée, aplatie et bordée sur le côté sur lequel se replie le fémur. Pour recevoir l’origine du fémur, elle est légèrement creusée à son extrémité. Le trochanter est moitié moins long que la hanche, extérieurement bombé et égale en grosseur l’origine du tibia.
Les tarses sont constitués de cinq articles. Le premier est le plus long de tous, égalant les trois suivants, à peu près égaux entre eux. Le dernier article est moins long que le premier et est terminé par deux crochets égaux, longs et écartés. Ces articles, unis en dessus, présentent à l’extrémité bilatérale de chacun d’eux une légère dilatation quelquefois très marquée. Les pattes postérieures sont généralement semi annelées de trois taches noires tant sur le fémur que sur le tibia. Elles sont privées de la coloration de leurs faces externes sur toutes les parties internes et celles destinées à recevoir les autres lorsqu’elles se replient.
L'abdomen dépasse les élytres environ du tiers de la longueur générale de l’insecte. Il est terminé, chez les deux sexes, au dessus et en dessous par deux plaques qui protègent et recouvrent l’anus. Elles servent de principal moyen de reconnaissances des deux sexes. Chez le mâle, les élytres au repos le débordent en largeur et il se dilate fort peu dans ce sens-là. Dans sa position normale, son extrémité est un peu relevée. C'est le contraire chez la femelle où il se dilate latéralement d’une manière assez brusque et chez qui son second segment en dessus à son extrémité latérale est déjà plus large que les
élytres. Le troisième segment est encore plus grand mais le quatrième est plus petit et à partir de ce point l’abdomen se rétrécit subitement pour se dilater dans le sens contraire, c’est-à-dire de dessus en dessous, à cause de la présence des parties sexuelles. Les segments du mâle sont au nombre de neuf ou dix en vue de dessus. Les sept premiers correspondent aux sept que l’on compte en dessous et les autres en dessus occupent la place qu’en dessous tient la première partie de la plaque sous-anale. Chez la femelle, il y a huit segments en dessus, dont les quatre premiers correspondent aux quatre autres, que l’on compte seulement en dessous. Les quatre suivants, presque toujours rentrés l’un dans l’autre, occupent la largeur que tient en dessous la plaque sous-anale. Les segments du dessous sont assez brillants, durs et lisses, presque autant que la plaque sous-anale.
La plaque suranale est assez petite chez le mâle et se distingue toujours par sa forme allongée, quelque retirée qu’elle puisse être sous les segments qui la précédent. Elle participe de leur nature, est peu bombée et arrondie latéralement ainsi qu’à son extrémité. Elle déborde la plaque sous-anale sur ses côtés mais est dépassée par elle à l'extrémité. Cette plaque est bien plus grande chez la femelle, très bombée surtout latéralement et presque toujours un peu ployée dans sa longueur. Elle est arrondie extérieurement, légèrement fendillée et plissée en dedans à son extrémité, de manière à faire en dessus à cet endroit une vive arête souvent très marquée. Elle forme un large opercule, variable de grandeur, selon les espèces. Elle protège en dessus les organes génitaux, comme en dessous ils sont défendus par la plaque bi-épineuse, qu’elle dépasse dans sa longueur. La plaque sous-anale est cornée chez le mâle, longue et étroite, dépassée latéralement par la plaque suranale, bombée sur les côtés et à son extrémité. Elle est arrondie à cet endroit et porte deux petits filets écartés, oblongs, ovalaires, mous, mobiles à leur base, mais dans la longueur desquels on ne reconnait aucun article. Cette plaque vient s’adapter, en se relevant, contre la plaque suranale et presque fermer l’ouverture de l’anus. La plaque sous-anale de la femelle est très différente de celle du mâle. Elle ressemble à un autre segment de l’abdomen mais est facile à distinguer de par les bords saillants de dessous le quatrième segment, arrondis et non dilatés en une espèce de pli, comme les segments eux-mêmes. Elle est large, cornée, bombée, lisse, méplate â son bord médiaire et armée à cet endroit de deux prolongements très aigus, en forme d’épines séparées à leur base, carénées au dessus dans leur longueur, fortes, et dirigées parallèlement vers l’anus. Ce caractère est distinctif des deux sexes. Cette plaque est le plus souvent dirigée en s’éloignant de l'anus, de manière à faire angle avec lui. Dessous cette plaque sous-anale, l’anus a l’apparence d’une poche cornée qui fait plus ou moins saillie, transversalement rétractile à sa partie inférieure et fendu longitudinalement.
Chez le mâle, peut saillir de l’orifice de cette ouverture lorsqu’elle est dilatée, un organe presque aussi long et aussi large que la plaque sous-anale, relevé en dessus, aplati, paraissant susceptible de dilatation sur ses côtés, transversalement fendu à son extrémité, arrondi, et à cette fente apparaissait probablement la pointe de la verge, ainsi abritée dans cette espèce d’étui. Chez la femelle, sortant de cette fente, les organes relatifs à la copulation sont constitués d'un corps oblong, garni de poils courts, semblable à une vulve qui serait longitudinalement roulée de chaque côté sur elle-même et qui semble contenue dans une poche ouverte et cornée, qui l’enveloppe en arrière. Le tout est largement protégé par la plaque suranale qui couvre ces parties en les dépassant de tous côtés. Au repos, ces parties internes disparaissent pour ne laisser voir qu’une petite fente longitudinale dans le peu d’espace qui existe alors entre les épines de la plaque sous-anale et les bords de la plaque suranale. Chez les deux sexe, il sort sur les côtés de dessous du dernier segment de l’abdomen, à l’origine de la plaque suranale, deux appendices courts, à six articulations, ronds, fusiformes, souvent couchés sur les côtés, mais le plus souvent aussi contournés en dehors et semblables à deux petites antennules de chaque côté de l’anus, ainsi qu’on le voit dans la plupart des autres Mantides

## Systématique
Le genre Eremiaphila a été nommé et décrit en 1835 par l'entomologiste français Alexandre Louis Lefebvre avec comme espèce type Eremiaphila audouini par désignation subséquente. Sa dénomination dérive du grec ερμμια (le désert) et φιλειν (aimer), qui aime le désert.

### Publication originale
- Lefebvre, A. 1835. Nouveau groupe d'orthoptères de la famille des Mantides. Annales de la Société entomologique de France, 4: 449-508 (p. 468)

## Liste des espèces
Selon GBIF (2 février 2025) :
- Eremiaphila ammonita Uvarov, 1933
- Eremiaphila andresi Werner, 1910
- Eremiaphila anubis Lefebvre, 1835
- Eremiaphila arabica Saussure, 1871
- Eremiaphila aristidis Lucas, 1880
- Eremiaphila audouini Lefebvre, 1835
- Eremiaphila barbara Brisout, 1854
- Eremiaphila berndstiewi Stiewe, 2004
- Eremiaphila bifasciata Chopard, 1940
- Eremiaphila bovei Lefebvre, 1835
- Eremiaphila braueri Krauss, 1902
- Eremiaphila brevipennis Saussure, 1871
- Eremiaphila brunneri Werner, 1905
- Eremiaphila cairina Giglio-Tos, 1916
- Eremiaphila cerisyi Lefebvre, 1835
- Eremiaphila collenettei Beier, 1930
- Eremiaphila cordofana Werner, 1907
- Eremiaphila cycloptera Uvarov, 1939
- Eremiaphila dagi Doganlar, 2007
- Eremiaphila dentata Saussure, 1871
- Eremiaphila denticollis Lucas, 1855
- Eremiaphila foureaui Bolivar, 1905
- Eremiaphila fraseri Uvarov, 1921
- Eremiaphila genei Lefebvre, 1835
- Eremiaphila gigas Beier, 1930
- Eremiaphila hebraica Lefebvre, 1835
- Eremiaphila heluanensis Werner, 1904
- Eremiaphila hralili Lefebvre, 1835[7]
- Eremiaphila irridipennis Mukherjee & Hazra, 1985
- Eremiaphila khamsini Lefebvre, 1835
- Eremiaphila kheychi Lefebvre, 1835
- Eremiaphila klunzingeri Werner, 1906
- Eremiaphila laeviceps Chopard, 1934
- Eremiaphila lefebvrii Burmeister, 1838
- Eremiaphila luxor Lefebvre, 1835
- Eremiaphila maculipennis Chopard, 1940
- Eremiaphila monodi Chopard, 1941
- Eremiaphila moretii Bolivar, 1886
- Eremiaphila murati Chopard, 1940
- Eremiaphila mzabi Chopard, 1941
- Eremiaphila nilotica Saussure, 1871
- Eremiaphila nova Giglio-Tos, 1916
- Eremiaphila numida Saussure, 1872
- Eremiaphila persica Werner, 1905
- Eremiaphila petiti Lefebvre, 1835
- Eremiaphila pierrei Chopard, 1954
- Eremiaphila pyramidum Werner, 1904
- Eremiaphila rectangulata Chopard, 1941
- Eremiaphila reticulata Chopard, 1941
- Eremiaphila rohlfsi Werner, 1906
- Eremiaphila rotundipennis Kirby, 1904
- Eremiaphila rufipennis Uvarov, 1929
- Eremiaphila rufula Chopard, 1941
- Eremiaphila savignyi Lefebvre, 1835
- Eremiaphila somalica Rehn, 1901
- Eremiaphila spinulosa Krauss, 1893
- Eremiaphila tuberculifera Chopard, 1941
- Eremiaphila turcica Westwood, 1889
- Eremiaphila typhon Lefebvre, 1835
- Eremiaphila uvarovi Bodenheimer, 1933
- Eremiaphila voltaensis Sjostedt, 1930
- Eremiaphila werneri Giglio-Tos, 1916
- Eremiaphila wettsteini Werner, 1918
- Eremiaphila yemenita Uvarov, 1939
- Eremiaphila zetterstedti Lefebvre, 1835

### Remarque
Certaines bases de données contiennent des noms d'espèces avec une épithète spécifique initialement donnée par Lefebvre mais n'étant pas latinisée comme "audouin", "bove", "gene", "kheych" ou encore "petit".